# Tunica intima

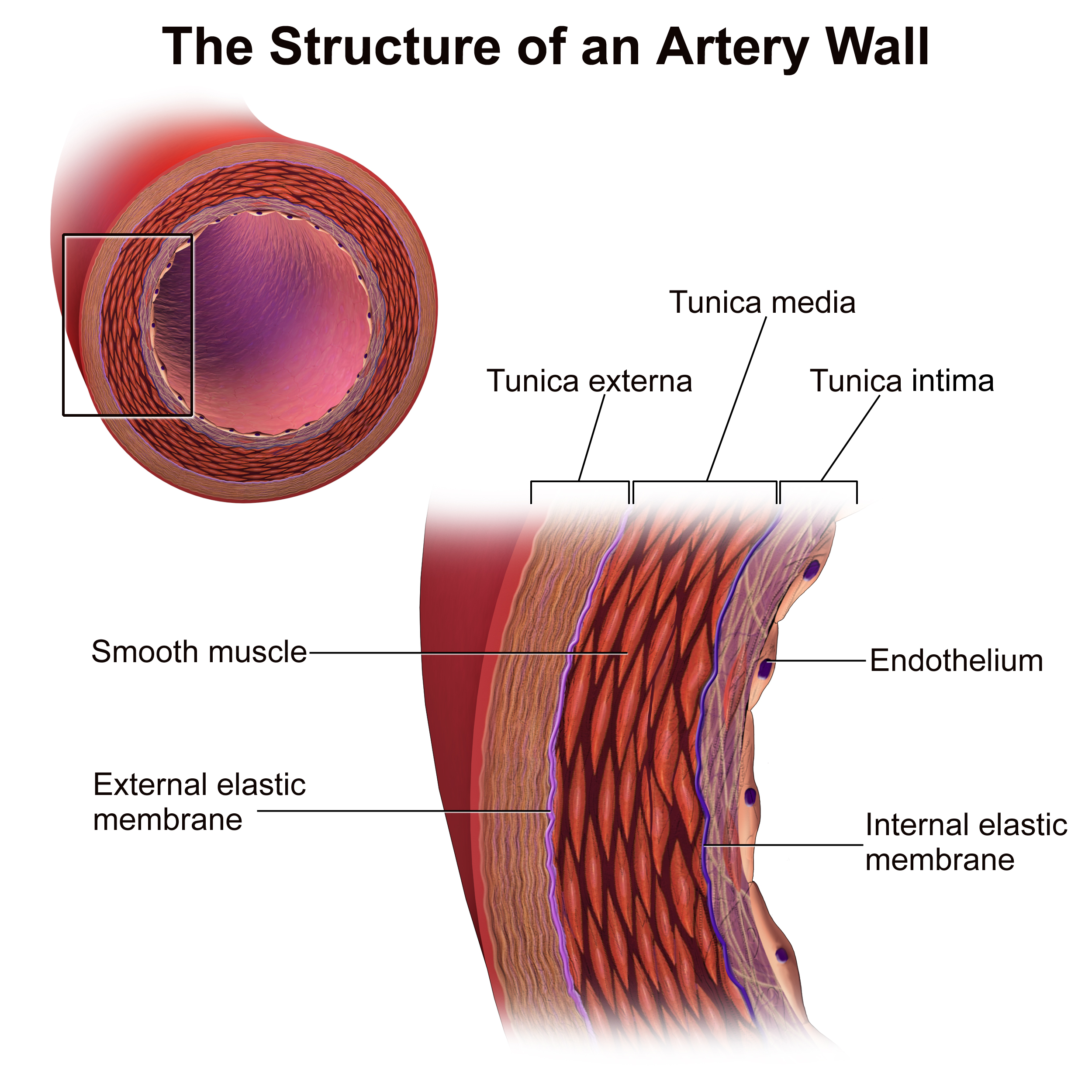
Bloedvat

Tunica intima is de binnenste laag in de bloedvaten en lymfevatenmuur. Tijdens de vroege stadia van ontwikkeling van deze vaten bestaat de wand slechts uit een enkele laag huidvormige epitheelcellen en deze eenvoudige structuur wordt gehandhaafd gedurende de levensduur van de fijnste perifere takken van de bloedvaten, van de bloed- en lymfatische haarvaten. In de andere vasculaire gebieden wordt de vaatwand daardoor verdikt, dat lagen van transversale gladde spiercellen die ringvormig de buis omvatten, en buiten de spiercellen, gelaagd zijn langs de lengte van het bindweefsel, buiten de epitheelbuis. Tussen de epitheelbuis en de buitenzijde van de spierlaag wordt ook bindweefsel ontwikkeld dat rijk is aan elastische substantie. De epitheliale buis samen met het laatste bindweefsel wordt de tunica intima van het vat genoemd, de tunica media van de buitenste spierlaag en de meest oppervlakkig gelegen longitudinale achterste weefsellaag tunica adventitia (uitwendig).